# Šomrija
Šomrija (hebrejsky שׁוֹמְרִיָּה‎, v oficiálním přepisu do angličtiny Shomeriyya, přepisováno též Shomria) je vesnice typu kibuc v Izraeli, v Jižním distriktu, v Oblastní radě Bnej Šim'on.

## Geografie
Leží v nadmořské výšce 390 metrů na pomezí severní části pouště Negev a jižního okraje Judských hor respektive jejich části, která je nazývána Hebronské hory (Har Chevron). Jde o aridní oblast, která jen v některých lokalitách v okolí kibucu má díky trvalému zavlažování ráz zemědělsky využívané oázy. Západně od vesnice byl vysázen les. Krajina má zvlněný reliéf, kterým prostupují četná vádí.
Obec se nachází 41 kilometrů od břehu Středozemního moře, cca 72 kilometrů jihojihovýchodně od centra Tel Avivu, cca 50 kilometrů jihozápadně od historického jádra Jeruzalému a 21 kilometrů severoseverovýchodně od města Beerševa. Šomriji obývají Židé, přičemž osídlení v tomto regionu je etnicky převážně židovské. Vesnice ovšem leží jen 1 kilometr od Zelené linie oddělující Izrael v jeho mezinárodně uznávaných hranicích od Západního břehu Jordánu s převážně arabskou (palestinskou) populací. Počátkem 21. století byla obec zahrnuta do projektu Izraelské bezpečnostní bariéry oddělující fyzicky palestinské oblasti na Západním břehu Jordánu od vlastního Izraele. Dle stavu z roku 2008 již byl přilehlý úsek bariéry zbudován. Probíhá víceméně podél Zelené linie.
Šomrija je na dopravní síť napojena pomocí lokální silnice 358.

## Dějiny
Šomrija byla založena v roce 1984. Zakladateli byla skupina Izraelců napojených na mládežnické sionistické hnutí ha-Šomer ha-ca'ir, k jehož 70. výročí vzniku byla zřízena tato osada. Původně šlo o polovojenský opěrný bod typu Nachal, později proměněný na ryze civilní sídlo.
Až do počátku 21. století šlo o velmi malou osadu s populací čítající jen několik desítek lidí. To se změnilo po roce 2005, kdy sem zamířil větší počet židovských rodin evakuovaných v rámci plánu jednostranného stažení z pásma Gazy, konkrétně z tamní židovské osady Bnej Acmon. Tito přesídlenci se zde roku 2006 nastěhovali do domů, které jim zde přenechali původní obyvatelé kibucu, kteří vesměs odešli do sousedních kibuců (zejména Dvir a Lahav). Příchozí z Gazy jsou organizováni nezávisle na původních strukturách kibucu. Funguje zde náboženská škola, vojenská přípravka (mechina) a sportovní areály.

## Demografie
Obyvatelstvo kibucu bylo sekulární, ale s příchodem přesídlenců z Gazy zde vzrostl podíl nábožensky orientovaných rodin. Podle údajů z roku 2014 tvořili naprostou většinu obyvatel v Šomriji Židé (včetně statistické kategorie "ostatní", která zahrnuje nearabské obyvatele židovského původu ale bez formální příslušnosti k židovskému náboženství).
Jde o menší obec vesnického typu, po roce 2005 s prudce rostoucí populací, která se okolo roku 2010 ovšem stabilizovala. K 31. prosinci 2014 zde žilo 572 lidí. Během roku 2014 populace klesla o 3,1 %.
| Rok            | 1995 | 2001 | 2003 | 2004 | 2005 | 2006 | 2007 | 2008 | 2009 | 2010 | 2011 | 2012 | 2013 | 2014 |
| -------------- | ---- | ---- | ---- | ---- | ---- | ---- | ---- | ---- | ---- | ---- | ---- | ---- | ---- | ---- |
| Počet obyvatel | 44   | 83   | 69   | 75   | 84   | 376  | 519  | 589  | 659  | 653  | 674  | 648  | 590  | 572  |